# Roztěž (zámek)
Roztěž je zámek ve stejnojmenné vesnici u Vidic jihozápadně od Kutné Hory ve Středočeském kraji. Založen byl v 17. století Janem Šporkem jako vrchnostenské sídlo malešovského panství. Původně nevelký barokní zámek byl dvakrát přestavěn. Dochovaná podoba je výsledkem historizujících úprav ze začátku 20. století. Zámek s přilehlým parkem jsou chráněny jako kulturní památka.

## Historie
Na místě zámku stávala gotická tvrz ze 14. století. Tehdy byla vesnice rozdělena na dva vladycké statky, z nichž jeden patřil Ješkovi a jeho manželce Přibě, kteří zemřeli před rokem 1391. Jejich díl poté vlastnil křižovník Ctibor, ale roku 1396 byl připomínán také Štěpán z Roztěže a o pět let později Rynart z Roztěže. Jediná zmínka o tvrzišti, označovaném Černý hrad nad Strží a připomínaném v souvislosti se stavbou zámku, pochází až z roku 1674.
Od 15. patřila Roztěž k malešovskému panství, které roku 1666 koupil Jan Špork. Zchátralá malešovská tvrz novému majiteli nevyhovovala, a proto si pro své příležitostné pobyty v Malešově nechal založit nový zámek u Roztěže. Zámek od té doby sloužil jako hlavní vrchnostenské sídlo panství. Původně nevelký zámek nechal v letech 1827–1830 rozšířit Karel Maxmilián Dahlberg-Ostein. Na empírové přestavbě se výrazně podílel architekt Josef Schleps a umělci, kteří ve stejné době pracovali na úpravách zámku v Dačicích.
Druhou výraznou přestavbu navrhl architekt Leopold Bauer pro Karla Dahlberga, který v Roztěži sídlil na začátku 20. století. Úpravy zahrnující směs historizujících slohů probíhaly mezi lety 1900 až 1911. Po Dahlbercích zámek zdědila Marie Salmová, které byl v roce 1945 zkonfiskován. Ve 2. polovině 20. století zámecký areál sloužil jako rekreační a internátní středisko Českého svazu novinářů.
Na zámku se natáčel televizní seriál Život na zámku nebo filmy Setkání v červenci a Poklad byzantského kupce. V roce 2001 jej od Syndikátu novinářů koupil Terry Gou, který areál zrekonstruoval a v sousedství založil golfové hřiště. Veřejnosti nepřístupný zámek pro něj spravuje společnost Casa Serena.

## Stavební podoba
Původní šporkovský zámek byl postaven jako nevelká obdélná budova v barokním slohu. Empírová přestavba z něj ponechala jen část obvodového zdiva. Přestavěný zámek, krytý mansardovou střechou, byl dvoupatrový, obsahoval dva velké sály, třicet pokojů a kapli. Obklopoval jej nově založený park. Boční jednopatrová křídla přibyla na začátku 20. století. Tehdy byl s výjimkou jednoho velkého sálu pozměněn interiér a rozšířen park.
Jádrem zámku je dvoupatrová ústřední budova s mansardovou střechou. K její severní a jižní straně se připojují o patro nižší boční křídla. Mají osmiúhelníkový půdorys a s hlavní budovou je propojují krátké spojovací trakty. Ze střechy severního křídla, ve kterém bývala kaple, vybíhá drobná vížka. Budova na západní straně tvořila provozní zázemí zámku. Vstupní průčelí na východě je zdůrazněno rizalitem, který je nahoře zakončen tympanonem.
K památkově chráněnému areálu kromě zámeckých budov patří také dvouramenné schodiště s grottou, terasová zahrada s vázami na podstavcích, park s příjezdovou alejí, domek zahradníka a skleníky. Z hospodářských budov se dochovala jen hrázděná stodola, ale její památková ochrana byla v roce 2016 zrušena.